# سادسکا
سادسکا (به لاتین: Sadská) یک منطقهٔ مسکونی در جمهوری چک است که در ناحیه نیمبورک واقع شده‌است. سادسکا ۳٬۲۵۶ نفر جمعیت دارد.